# Арменски пазар
Площад „Арменски пазар“, наричан още Арменски пазарен площад или само Арменски площад, бивш пазар на дребно, се намира в Стария град на гр. Каменец Подолски, Украйна.
Това е най-големият площад на града. От едноименния пазар е останало единствено наименованието. Разположен е в бившия Арменски квартал.

## История
Според различни източници арменците се заселват в град Каменец Подолски в периода XI – XIII век. През XVII век в града вече има 1200 арменски семейства. Съставлявайки значителна част от населението на града, арменците участват в неговия културен, икономически и военен живот. Те се заселват основно в югоизточната част на града; все още сред местните жители има квартал, известен със старото си име Арменски. Там са били разположени (неоцелели до днешно време) арменската магистратура и главните храмове, там е бил и центърът на търговските дейности – Арменският пазар, там са пристигали керваните със стоки.
В началото на XIX век градът става влиза в състава на Руската империя и името на площада се променя: вместо Арменски пазар става известен като Катедрален площад, като названието идва от катедралната църква „Йоан Кръстител“. След това площадът, заради двореца и канцеларията на губернатора на града, разположени там, започва да се нарича Губернаторски. В началото на XX век площадът, в чест на цар Николай I, е преименуван на Николаевски. В допълнение, поради факта, че често изпълнява ролята на параден плац, на който се провеждали разнообразни паради, понякога е наричан Плацпараден. След установяването на съветската власт в града е преименуван на Червен площад, а след известно време е наречен площад „Лев Троцки“. На 20 декември 1927 г., с решение на президиума на Градския съвет на Каменец Подолски, площадът е преименуван на Съветски. На 11 септември 1990 г. президиумът на Градския съвет връща най-старото му име Арменски пазар.

## Обекти
На площада има редица административни сгради. На негов ъгъл се намира дворецът на арменския епископ от XV век, който днес е отдел на музея с изложена колекция във вътрешния му двор. Над площада се извисява камбанарията на Арменската катедрала.

## Други факти
По броя на записаните си имена пл. „Арменски пазар“ превъзхожда киевския Европейски площад, който е със 7 имена. Въпреки това в тритомната „Книга на рекордите на Украйна“ е вписан киевският площад.

## Галерия
- Изглед към Арменския площад
- Мемориална плоча на Симон Петлюра
- Духовна семинария